# 선평역
선평역(Seonpyeong station, 仙坪驛)은 강원특별자치도 정선군 남면 낙동리에 위치한 정선선의 철도역이다.
2011년 10월 4일까지 제천, 청량리 발 열차가 일 4회 정차하였으나 다음날인 10월 5일 열차 운행 시간표 개정에 따라 무정차 통과했으며 2015년 1월 22일 A-Train운행으로 여객 열차 정차가 재개되었다.
정선선이 개통과 함께 1967년 1월 20일에 영업을 개시했으며, 2005년 3월 21일, 별어곡역과 함께 무인화되었다. 역사 내부의 출입은 통제되어 있다.

## 연혁
- 1965년 11월 28일 : 역사 신축
- 1967년 1월 20일 : 보통역으로 영업 개시[3]
- 1988년 1월 1일 : 소화물 취급 중지[4]
- 1993년 7월 1일 : 배치간이역으로 격하[5]
- 2004년 12월 10일 : 무배치간이역으로 격하 및 에드몬슨 통일호 승차권 취급 중단
- 2005년 3월 21일 : 역무원 철수
- 2009년 10월 31일 : 화물취급 중지[6]
- 2011년 10월 5일 : 여객 취급 중지
- 2015년 1월 22일 : 역사 리모델링 및 여객 취급 재개
- 2017년 12월 18일 : 화물 취급 중지[7]

## 승강장
| ↑별어곡 |
|         |
| 정선↓   |

| 승강장 | 정선선 | A-train | 아우라지·청량리 방면 |

원래의 구조는 1면 2선이었으나 부본선은 플랫폼에 잠겨 1면 1선이 되었다.

## 사진

역사 (광장쪽)
역사 (선로쪽)
역명판
역 구내 (별어곡역 방향)
역 구내 (정선역 방향)

## 인접한 역
| 정선선             | 정선선         | 정선선             |
| ------------------ | -------------- | ------------------ |
| 별어곡 청량리 방면 | 정선아리랑열차 | 정선 아우라지 방면 |